# Trevoh Chalobah
Trevoh Tom Chalobah (Freetown, 5 juli 1999) is een Engels voetballer die bij voorkeur als centrale verdediger speelt. Hij speelt bij Chelsea.

## Clubcarrière
Chalobah werd geboren in Freetown en verhuisde op jonge leeftijd van Sierra Leone naar Engeland. Op achtjarige leeftijd startte hij met voetballen bij Chelsea, waar zijn broer Nathaniel in de jeugd speelde. Chalobah werd door Chelsea verhuurd aan Ipswich Town, Huddersfield en aan Lorient. Op 11 augustus 2021 debuteerde de verdediger voor Chelsea in de UEFA Super Cup tegen Villarreal CF. Drie dagen later vierde Chalobah zijn debuut in de Premier League met een doelpunt tegen Crystal Palace.

## Clubstatistieken
| Seizoen | Club                | Competitie     | Competitie | Competitie | Beker | Beker | Europa | Europa | Totaal | Totaal |
| Seizoen | Club                | Competitie     | Wed.       | Dlp.       | Wed.  | Dlp.  | Wed.   | Dlp.   | Wed.   | Dlp.   |
| ------- | ------------------- | -------------- | ---------- | ---------- | ----- | ----- | ------ | ------ | ------ | ------ |
| 2018/19 | → Ipswich Town      | Championship   | 43         | 2          | 1     | 0     | -      | -      | 44     | 2      |
| 2019/20 | → Huddersfield Town | Championship   | 36         | 1          | 2     | 0     | -      | -      | 38     | 1      |
| 2020/21 | → FC lorient        | Ligue 1        | 29         | 2          | 1     | 0     | -      | -      | 30     | 2      |
| 2021/22 | Chelsea             | Premier League | 20         | 3          | 6     | 0     | 4      | 1      | 30     | 4      |
| 2022/23 | Chelsea             | Premier League | 25         | 0          | 2     | 0     | 6      | 0      | 33     | 0      |
| 2023/24 | Chelsea             | Premier League | 13         | 1          | 4     | 0     | -      | -      | 17     | 1      |
| TOTAAL  | TOTAAL              | TOTAAL         | 166        | 9          | 16    | 0     | 10     | 1      | 192    | 10     |

## Erelijst
| UEFA Super Cup      | 1x | 2021       |
| FIFA Club World Cup | 2x | 2021, 2025 |